# تشارلي واتس
تشارلي واتس (بالإنجليزية: Charlie Watts) (و. (2 يونيو 1941 - 24 أغسطس 2021)، هو طبال (عازف الدرامز) بريطاني، ولد في لندن، وهو عضوٌ في الرولينج ستونز.

## وفاته
توفي يوم 24 أغسطس 2021 في لندن عن 80 عاماً. وجاء في بيان صادر عن وكيل أعماله برنارد دوكرتي «بحزن كبير نعلن وفاة العزيز تشارلي واتس»، مع الإشارة إلى أنه «توفّي في أحد مستشفيات لندن، محاطاً بعائلته».

## وصلات خارجية
- تشارلي واتس على موقع IMDb (الإنجليزية)
- تشارلي واتس على موقع الموسوعة البريطانية (الإنجليزية)
- تشارلي واتس على موقع ميوزك برينز (الإنجليزية)
- تشارلي واتس على موقع رولينغ ستون (الإنجليزية)
- تشارلي واتس على موقع إن إن دي بي (الإنجليزية)
- تشارلي واتس على موقع أول ميوزيك (الإنجليزية)
- تشارلي واتس على موقع ديسكوغز (الإنجليزية)
- تشارلي واتس على موقع قاعدة بيانات الفيلم (الإنجليزية)
- تشارلي واتس في قاعدة بيانات الأفلام على الإنترنت